# Блумер, Фриц
Фриц Блумер (нем. Fritz Blumer, полное имя Фридолин, нем. Fridolin; 31 августа 1859, Шванден, кантон Гларус — 30 мая 1934, Лозанна) — швейцарский пианист и музыкальный педагог.
Учился в Лейпцигской консерватории у Карла Райнеке, затем в Веймаре у Ференца Листа. В 1881—1882 гг. профессор Цюрихской консерватории. На протяжении 1880-х гг. с успехом гастролировал в разных странах как солист: выступал в Лейпциге с Оркестром Гевандхауса, в Мюнхене с Оркестром Кайма, в Париже с оркестрами Ламурё, Колонна и Падлу, в 1884 г. исполнил в лондонском Хрустальном дворце Первый концерт Листа и Второй концерт Камиля Сен-Санса. Некоторое время работал как пианист и хоровой дирижёр в Кольмаре.
В 1886 г. сменил Игнаца Падеревского в должности профессора фортепиано Страсбургской консерватории, где преподавал до 1913 г. Среди его учеников Рудольф Ганц и Рене Луи Беккер.
С 1895 г. был женат на Жанне Бюше; с 1902 г. супруги не жили вместе, однако оформили развод только в 1920 г., после чего Бюше стала известной парижской галеристкой.